# Hohenbachern

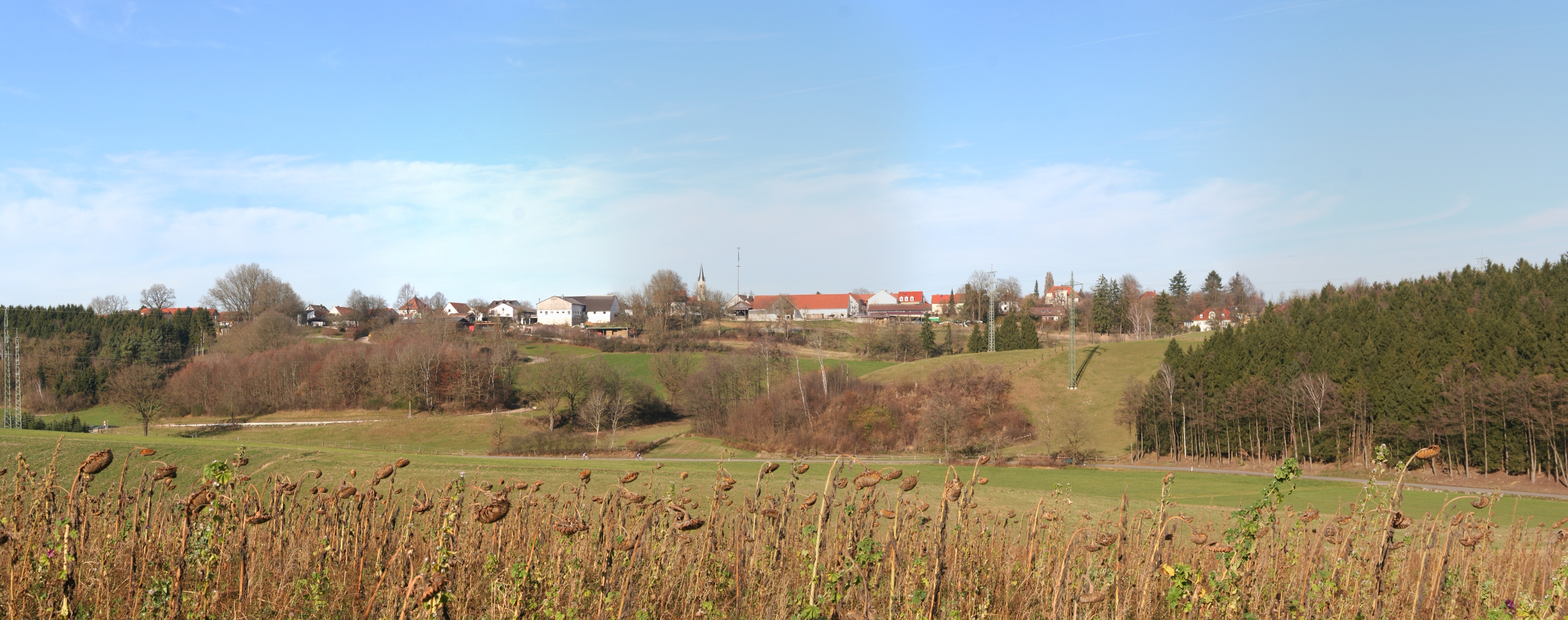
Hohenbachern von Süden

Hohenbachern ist ein Ortsteil der Großen Kreisstadt Freising im oberbayerischen Landkreis Freising.

## Lage
Der Ort liegt etwa vier Kilometer westlich der Stadtmitte von Freising. Umgebende Orte sind der Stadtteil Vötting und die Gemeindeteile Pellhausen, Gartelshausen, Kleinbachern sowie das Gut Dürnast.

## Geschichte
Hohenbachern wurde 1818 Teil der neu gebildeten Gemeinde Vötting. Als Vötting 1937 nach Freising eingemeindet wurde, wurde Hohenbachern gemeinsam mit Gartelshausen und Kleinbachern in die Gemeinde Sünzhausen eingegliedert. Im Zuge der Gebietsreform in Bayern wurde Hohenbachern am 1. Juli 1972 zu einem Ortsteil der Stadt Freising.
Seelsorger an der Kirche St. Ulrich war mehr als vierzig Jahre Johannes Gründel.

## Persönlichkeiten
- Walter Groth (1921–1989), Tiermediziner, zuletzt ordentlicher Professor für Tierhygiene und Nutztierkunde, lebte und starn in Freising-Hohenbachern.